# Dinostrato
Dinostrato (in greco antico: Δεινόστρατος?, Deinóstratos; 390 a.C. – 320 a.C.) è stato un matematico greco antico, studioso di geometria, fratello di Menecmo.

## Biografia
È noto per aver usato la quadratrice (una curva trascendente scoperta da Ippia di Elide) per risolvere il problema della quadratura del cerchio: 
(Pappo)
Sembra che Ippia abbia scoperto tale curva, ma che sia stato poi Dinostrato il primo ad usarla per trovare un quadrato di area uguale ad un cerchio dato. La quadratrice permette di mettere in relazione la lunghezza di una circonferenza con quella di determinati segmenti rettilinei. Pappo riporta anche che Sporo di Nicea fu critico a proposito di questa costruzione, sia dal punto di vista della costruzione della quadratrice stessa, sia dell'uso che ne fece Dinostrato per quadrare il cerchio. Dinostrato probabilmente contribuì in modo molto maggiore allo sviluppo della geometria, ma dei suoi lavori null'altro è superstite.